# Ryōkan Taigu
Ryōkan Taigu  (良寛大愚?, Ryōkan Taigu), nato come Eizo Yamamoto (山本栄蔵?, Yamamoto Eizo), (Echigo, 2 novembre 1758 – 18 febbraio 1831) è stato un monaco buddista e poeta giapponese, seguace della scuola Sōtō-shū.
Ha vissuto gran parte della sua vita da eremita ed è ricordato per la sua poesia e la calligrafia, con le quali ha rappresentato l'essenza della vita Zen. 
Con riferimento al nome Ryōkan Taigu col quale è stato ordinato, Ryō significa "buono", Kan significa "generoso",  Tai significa "grande", e Gu significa "scemo"; si potrebbe quindi tradurre Ryōkan Taigu come "Buono e generoso, grande scemo", evidenziando ciò che il lavoro e la vita di Ryōkan hanno incarnato.

## Biografia

### Primi anni
Figlio del capo del villaggio natale, riceve dal padre una severa educazione confuciana. A dodici anni divenne allievo del maestro Omoru Shiyo e a diciotto decide improvvisamente di rinunciare al mondo ritirandosi come semplice laico nel vicino tempio sōtō Kosho-ji sorprendendo col suo gesto la sua ricca famiglia e l'intero villaggio. Quando dopo quattro anni il maestro Zen Kokusen si reca in visita al tempio, Ryōkan rimane profondamente impressionato dal suo comportamento e lo prega di accettarlo come suo discepolo, trasferendosi quindi con il maestro presso il monastero Entsu-ji a Tamashima (ora Prefettura di Okayama).
È a Entsu-ji che Ryōkan all'età di trentadue anni raggiunge il Satori e viene promosso da Kokusen al rango di Inka, uno dei primi stadi della carriera ecclesiastica. L'anno successivo, alla morte di Kokusen, Ryōkan lascia Entsu-ji inizia un periodo di pellegrinaggio e di ricerca interiore, vivendo gran parte del resto della sua vita come un eremita e non ritornando mai più alla vita monastica. 
La sua decisione di lasciare il tempio Entsu-ji potrebbe essere stata influenzato da Gento Sokuchū, il responsabile del tempio, che stava operando una riforma della scuola Sōtō per rimuovere elementi percepiti come "stranieri", tra cui la pratica del Kōan, derivata dal buddismo Chán. Lo studioso Michel Mohr suggerisce che Ryokan potrebbe essere stato in disaccordo con il progetto di Gento.

### La vita da eremita

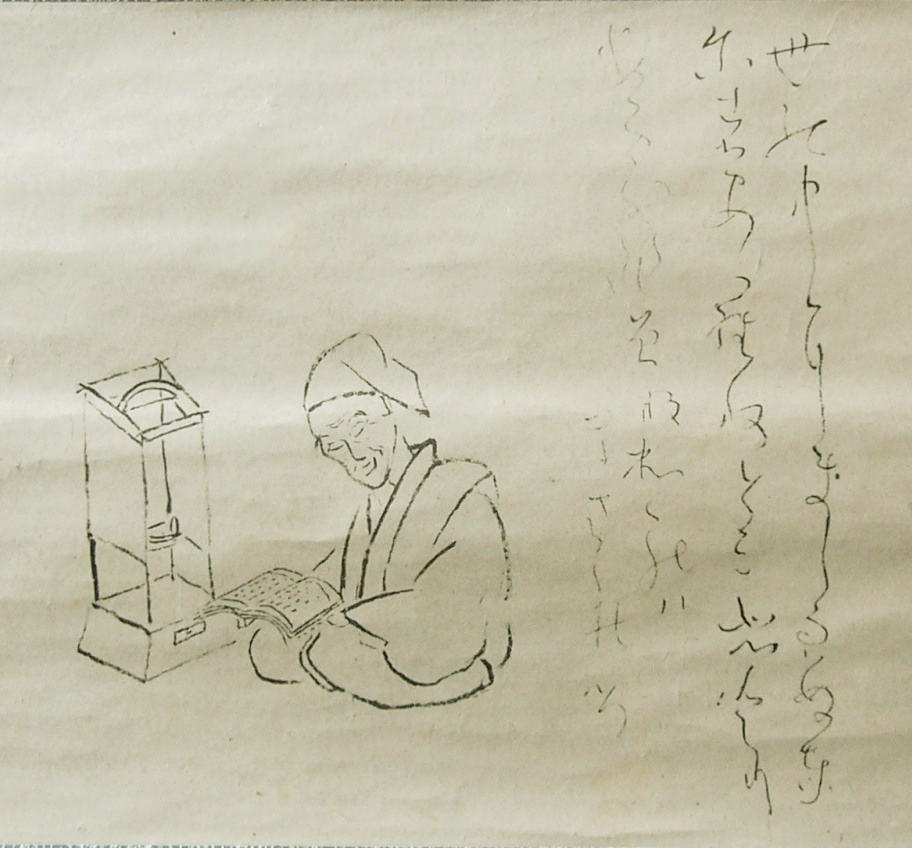
Ritratto e calligrafia

Dopo il periodo di pellegrinaggio che dura cinque anni, Ryōkan nel 1796 ritorna al suo paese natale e dopo otto anni va ad abitare nell'eremo di Gogoan, una piccola capanna ai piedi di una montagna.
Ryōkan vive modestamente, dedicando gran parte del suo tempo alla calligrafia e alla poesia, molto semplice e ispirata alla natura, mostrando però anche comportamenti sui generis, non comuni ai normali monaci. Ryōkan rifiuta di accettare qualsiasi posizione come sacerdote o anche come "poeta", dimostrando la sua grande umiltà. Seguendo la tradizione Zen, le sue citazioni e le sue poesie, circa 1800, evidenziano il suo senso dell'umorismo e il suo desiderio di non essere preso troppo sul serio. Ama circondarsi di bambini arrivando talvolta a dimenticarsi di mendicare per il cibo, preso dal gioco con i bambini del vicino villaggio. 

### Gli ultimi anni
All'età di sessant'anni Ryōkan si ammala e non è più in grado di continuare la sua vita da eremita. Si trasferisce inizialmente nel santuario scintoista di Otogo e nel 1826 presso la casa di uno dei suoi protettori, Kimura Motouemon dove viene curato da una giovane monaca chiamata Teishin. L'incontro tra i due li porta ad una stretta relazione che illumina gli ultimi anni della vita di Ryōkan, della quale rimane traccia nella serie di poesie haiku, vivaci e tenere che si scambiano. Ryōkan muore per la sua malattia all'inizio del 1831. Secondo quanto riferisce la stessa Teishin, "Ryōkan, seduto in posizione di meditazione, è morto proprio come se stesse per addormentarsi".
Sul letto di morte, Ryōkan offre alla sua discepola e compagna Teishin la seguente zetsumei-shi (绝命诗? lett. "poesia di morte"):
(Ryōkan, 1758)
Dopo la morte del poeta, sarà la stessa Teishin a curare e a pubblicare tutte le sue opere.

## Aneddoti

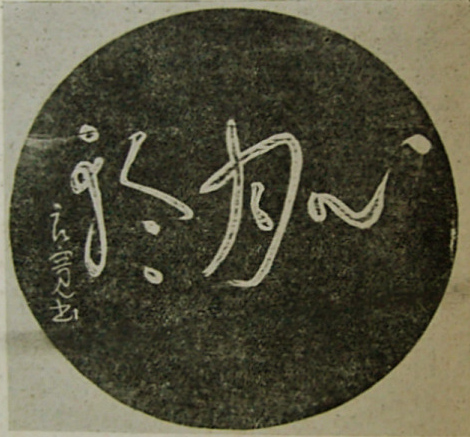
Calligrafia di Ryōkan, incisione su legno

Alcuni dei suoi contemporanei lo consideravano un santo, (per certi aspetti la sua figura era paragonabile a Francesco d'Assisi) per altri era un grande poeta e per alcuni era soltanto un monaco pazzo, in ottemperanza al nome che aveva assunto. In Giappone vengono tramandati numerosi aneddoti sulla sua vita.
- È pratica comune per un monaco l'astenersi dal mangiare carne. Un giovane monaco che stava cenando con Ryōkan lo sorprese mentre stava mangiando pesce. Quando gli chiese perché, Ryōkan rispose: "Mangio pesce quando mi è offerto, ma non mi disturba nemmeno che durante la notte le pulci e le mosche festeggino con il mio corpo". Tra l'altro viene riportato che Ryōkan dormisse avvolto in una zanzariera in modo da non far male agli insetti che lo tormentavano.
- Ryōkan non disdegnava neppure il vino di riso e a volte ne beveva fino all'eccesso.

(Ryōkan)
A Ryōkan inoltre piacevano molto le feste che si tenevano durante l'estate nei villaggi, alle quali però si recava travestito da donna perché un monaco non avrebbe potuto parteciparvi.
- Una sera un ladro irruppe nella misera capanna di Ryōkan alla base della montagna, ma non trovò niente da rubare. Ryōkan gli disse: "Hai fatto un lungo cammino per farmi visita e non puoi tornare a mani vuote. Ti prego di prendere in regalo i miei vestiti". Quando il ladro sconcertato fuggì con i suoi vestiti, Ryōkan si sedette nudo, guardando la luna e pensando: "Pover'uomo, avrei voluto dargli anche questa bella luna".[8] Questa storia può essere una interpretazione di una poesia haiku di Ryōkan:

(Ryōkan)

## Opere
- Rȳokan Daigu, Poesie di Ryōkan: monaco dello zen, a cura di Luigi Soletta, La via felice, 1995, ISBN 8886314205.
- Riokan Daigu, Poesie (PDF), a cura di Silvia Masaracchio, Bacheca Ebook gratis, 2011.